# Telmisartán/hidroclorotiazida

Telmisartán/hidroclorotiazida, vendido bajo los nombres de Micardis HCT entre otros, es un medicamento utilizado para tratar la presión arterial alta .  Es una combinación de telmisartán, un antagonista del receptor de angiotensina II, con hidroclorotiazida, un diurético .  Puede utilizarse si el telmisartán por sí solo no es suficiente.  Se toma por vía oral. 
Los efectos secundarios comunes incluyen mareos, infecciones del tracto respiratorio superior, náuseas, diarrea y cansancio.  Los efectos secundarios graves pueden incluir problemas renales, problemas electrolíticos y reacciones alérgicas .  Su uso durante el embarazo puede dañar al feto.  El telmisartán actúa bloqueando los efectos de la angiotensina II, mientras que la hidroclorotiazida actúa disminuyendo la capacidad de los riñones para retener agua. 
La combinación fue aprobada para uso médico en los Estados Unidos en 2000.  La combinación está en la Lista de Medicamentos Esenciales de la Organización Mundial de la Salud .  Está disponible como medicamento genérico .  